# Cognin-les-Gorges
Cognin-les-Gorges es una comuna francesa situada en el departamento de Isère, en la región de Auvernia-Ródano-Alpes.

## Demografía
| 372 | 397 | 341 | 425 | 532 | 539 | 616 | 656 | 639 | 630 | 628 | 626 |
| Para los censos de 1962 a 1999 la población legal corresponde a la población sin duplicidades (Fuente: INSEE [Consultar]) |     |     |     |     |     |     |     |     |     |     |     |